# Ueda Akinari

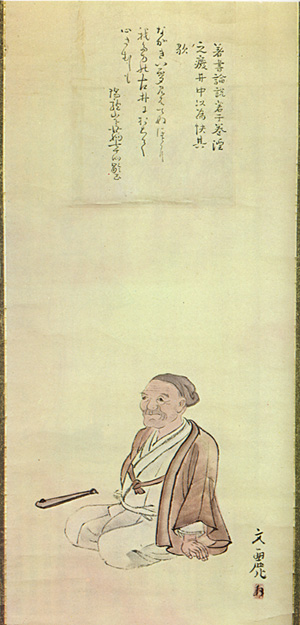
Retrato de Ueda Akinari por Koga Bunrei.

Ueda Akinari o Ueda Shūsei (上田 秋成?   25 de julio de 1734 – 8 de agosto de 1809) fue un artista japonés, académico y poeta waka, y quizá la figura más prominente de la literatura japonesa del siglo XVIII. Fue uno de los primeros escritores del género yomihon, y sus dos obras maestras, Cuentos de lluvia y de luna (Ugetsu Monogatari) y Cuentos de lluvia de primavera (Harusame Monogatari), son centrales en el canon de la literatura japonesa.

## Biografía
Nacido de una prostituta de Osaka y de padre desconocido, Ueda fue adoptado a los 4 años de edad por un próspero comerciante que lo crio cómodamente y le proveyó de una buena educación. Siendo niño enfermó gravemente de viruela y aunque sobrevivió, sufrió de la deformación de los dedos de ambas manos. Durante su enfermedad, sus padres oraron al dios del santuario Kashima Inari y Ueda creyó que esta deidad intervino y salvó su vida. Durante su vida siempre creyó fuertemente en lo sobrenatural, y esta postura explica importantes elementos de sus obras literarias y de su escuela, como en su famoso trabajo, una colección de historias de fantasmas titulada Cuentos de luna y de lluvia.
Heredó el negocio familiar de los Ueda de aceite y papel cuando su padre adoptivo murió, sin embargo el no era un comerciante exitoso y perdió el negocio cuando este se quemó en un incendio después de manejarlo sin fortuna por diez años. Durante este tiempo, publicó varias historias de humor en el estilo ukiyo-zōshi (traducido como “cuentos de un mundo flotante”, el nombre de un estilo de libros de ficción popular publicados de 1680 a 1770).
Tomando el incendio como una oportunidad de dejar a un lado el mundo de los negocios, Ueda comenzó a estudiar medicina bajo la guía de Tsuga Teishō, quien además de enseñarle a Ueda a convertirse en un doctor, también lo introdujo en la literatura coloquial china. En 1776 comenzó a practicar la medicina y también publicó Cuentos de luna y de lluvia. Este trabajo colocó a Ueda Akinari junto con Takizawa Bakin como los más prominentes escritores del “yomihon”, un nuevo género que representaba un cambio drástico en la práctica de la lectura en la ficción popular.
Además de este tipo de ficción, Ueda estaba envuelto en el campo de la investigación conocido como kokugaku (aprendizaje nacional), el estudio de la filosofía y la literatura clásica japonesa.
El kokugaku es típicamente mostrado por su rechazo a las influencias extranjeras en la cultura japonesa, notablemente el idioma chino, el budismo y el confucionismo. Ueda tomó una posición independiente entre estos círculos, y su polémica disputa con el líder de esta escuela de pensamiento, Motoori Norinaga está documentada en el diálogo posterior Kagaika (呵刈葭 1787-1788). Algunos sostienen que Ueda trabajó en este conflicto en historias como Cuentos de luna y de lluvia basándose en historias chinas así como de sus discursos morales e intelectuales y que a partir de esto añadió una sensibilidad japonesa utilizando elementos sobrenaturales y poniéndole a sus personajes una carga profunda de emoción (en contraposición a la dependencia de China en el aspecto intelectual). Sin embargo, también es cierto que tenía un fuerte temperamento empírico y racional, desechando como no sensoriales los mitos revividos fantásticos de los estudiosos del kokugaku y en todo mostró una intensa curiosidad, distinguiéndose por su falta de superioridad patriótica sobre culturas extranjeras, tanto dentro de Japón (los Ainu y las culturas de Okinawa) como en el extranjero (China, y los países occidentales).
En los años anteriores a la muerte de su esposa en 1798, sufrió de ceguera temporal y aunque eventualmente la vista volvió a su ojo izquierdo parcialmente, durante esta época tenía que dictar la mayoría de sus escritos. Fue durante este tiempo que comenzó a escribir su segundo “yomihon” y terminó la primera de dos historias que se convertirían en Cuentos de lluvia de primavera (Harusame monogatari) alrededor de 1802. La versión completa no fue publicada sino hasta 1951, cuando las partes faltantes del manuscrito fueron encontradas. Cuentos de lluvia de primavera es muy diferente de Cuentos de lluvia y de luna, y existe una discusión acerca de cuál es superior. Entre otras diferencias, Cuentos de lluvia de primavera no invoca a lo sobrenatural y los dos libros tienen distintas extensiones. La historia llamada “Hankai” trata acerca de un rufián despreciable que de pronto se convierte al budismo y pasa el resto de su vida como monje. La historia amplía la colección en virtud de su extensión así como de la habilidad literaria que exhibe.
Ueda muere en 1809 a la edad de 76 años en Kioto.

## Línea de tiempo
- 1755 – Publica su primer “haikai” a la edad de 21 años.
- 1760 – Se casa con Ueyama Tama.
- 1761 – Muere su padre adoptivo.
- 1766 – Publica Worldly Monkeys with Ears for the Arts (Shodō kikimimi sekenzaru).
- 1767 – Publica Characters of Worldly Mistresses (Seken Tekake Katagi)
- 1771 – El negocio familiar de aceite y papel es destruido en un incendio.
- 1776 – Publica Ugetsu Monogatari. Comienza a practicar la medicina.
- 1788 – Se retira de la medicina y se dedica a tiempo completo a la escritura y a la escuela.
- 1797 – Muere su esposa. Sufre de ceguera temporal.
- 1802 – Versiones existentes más antiguas de “The Bloodstained Robe” y “The Celestial Maidens”, las primeras dos historias de Harusame monogatari (Cuentos de lluvia de primavera”).
- 1808 – Publica Tandai shōshin roku (Notes Bold Yet Pithy).
- 1809 – Muere en Kioto a la edad de 76 años.

## Obras
- Cuentos de luna y lluvia (雨月物語 Ugetsu monogatari?) (1776)
- Cuentos de lluvia de primavera (春雨物語 Harusame monogatari?) (1808)